# John Rimmer
John Thomas "Jack" Rimmer, född 27 april 1878 i Ormskirk i Lancashire, död 6 juni 1962 i Liverpool, var en brittisk friidrottare.
Rimmer blev olympisk mästare på 4 000 meter hinder vid sommarspelen 1900 i Paris.